# Liste des réserves de biosphère en Australie
Cet article recense les réserves de biosphère en Australie.

## Statistiques
En 2023, l'Australie compte 5 réserves de biosphère reconnues par l'UNESCO dans le cadre du programme sur l'homme et la biosphère.

## Organisation
En Australie, la loi de 1999 sur la protection de l'environnement et la conservation de la biodiversité (EPBC Act) comprend des dispositions pour le développement d'accords de coopération entre le Commonwealth, les États et les territoires pour le développement des réserves de biosphère. Le Département de l'Agriculture, l'Eau et l'Environnement fait office d'organisme national pour les réserves de biosphère tandis que la Commission nationale australienne pour l'UNESCO assume la responsabilité globale des activités de l'UNESCO en Australie.

## Listes

### Réserves actuelles
La liste suivante recense les réserves de biosphère d'Australie en 2023.
| Réserve de biosphère                         | État                  | Création | Superficie (km²) | Superficie (km²) | Superficie (km²) | Superficie (km²) | Gestion / Notes                                                                     | Illustration |
| Réserve de biosphère                         | État                  | Création | Totale           | Centre           | Tampon           | Transition       | Gestion / Notes                                                                     | Illustration |
| -------------------------------------------- | --------------------- | -------- | ---------------- | ---------------- | ---------------- | ---------------- | ----------------------------------------------------------------------------------- | ------------ |
| Fitzgerald                                   | Australie-Occidentale | 1978     | 3 290            | 3 290            |                  |                  | Étendue et renommée en 2017                                                         |              |
| Great Sandy (en)                             | Queensland            | 2009     | 12 422           | 7 722            | 1 488            | 3 212            | Comprend l'île Fraser, le Great Sandy Strait (en) et la baie de Hervey (en)         |              |
| Noosa (en)                                   | Queensland            | 2007     | 876              | 249              | 339              | 288              |                                                                                     |              |
| Péninsule de Mornington et Western Port (en) | Victoria              | 2002     | 2 142            | 138              | 612              | 1 402            | Terres et eaux côtières de la péninsule de Mornington et de la baie de Western Port |              |
| Sunshine Coast                               | Queensland            | 2022     | 2 585            | 436              | 1 822            | 327              |                                                                                     |              |

### Anciennes réserves
La liste suivante présente les anciennes réserves de biosphère, supprimées avant 2023 à la demande de l'Australie :
| Réserve de biosphère                  | État                            | Création | Suppression | Illustration |
| ------------------------------------- | ------------------------------- | -------- | ----------- | ------------ |
| Barkindji (en)                        | Nouvelle-Galles du Sud Victoria | 2005     | 2018        |              |
| Croajingolong                         | Victoria                        | 1977     | 2020        |              |
| Hattah-Kulkyne et Murray-Kulkyne (en) | Victoria                        | 1981     | 2018        |              |
| Île Macquarie                         | Tasmanie                        | 1977     | 2011        |              |
| Kosciuszko                            | Nouvelle-Galles du Sud          | 1977     | 2020        |              |
| Prince Regent (en)                    | Australie-Occidentale           | 1977     | 2018        |              |
| Promontoire de Wilson                 | Victoria                        | 1981     | 2018        |              |
| Riverland (en)                        | Australie-Méridionale           | 1977     | 2020        |              |
| Southwest                             | Tasmanie                        | 1977     | 2002        |              |
| Uluru                                 | Territoire du Nord              | 1977     | 2020        |              |
| Unnamed (en)                          | Australie-Méridionale           | 1977     | 2020        |              |
| Yathong (en)                          | Nouvelle-Galles du Sud          | 1977     | 2018        |              |